# Onon
Onon (mong. Онон гол, ros. Онон) – rzeka we wschodniej Mongolii, a następnie w Rosji, po połączeniu na terenie Rosji z rzeką Ingodą tworzy rzekę Szyłkę, prawy dopływ Amuru.
Długość: 818 km (w tym 298 km w Mongolii), powierzchnia zlewni: około 94 010 km². Średnia szerokość rzeki wynosi 100 m, głębokość do 3,5 m. Największymi dopływami są rzeki Borzya, Unda, Khurakh-Gol, Kyra, Ilya, Aga i Agutsa.
Nad górnym Ononem w górach Kentei Khan w Mongolii znajdowały się na przełomie XII/XIII w. etniczne ziemie niewielkiego plemienia zwanego Mongołami i tu urodził się Czyngis-chan. Stąd też zaczęła się ekspansja Mongołów i jednoczenie przez nich ludów Wielkiego Stepu. Według niektórych podań tu też znajduje się grób Czyngis Chana, choć jego położenie nie jest naukowo ustalone. 
Nad Onon zlokalizowana jest tylko jedna baza rybacka - Yushen Tug. 